# Gee
Gee（ジー）は、2009年1月5日に韓国で発売された少女時代の1stミニアルバム、またはそれに収録された楽曲。KBSの音楽番組『ミュージックバンク』にて史上初の9週連続1位を獲得する など、韓国で大ヒットを記録した、少女時代の代表曲である。また2010年10月20日には同名の日本語版シングルが発売された。

## 概要
初めて恋に落ちた女性の気持ちを表現したファストテンポの曲。タイトルの「Gee」とは、「まあ!」「びっくり」といった意味の英語の感嘆詞である。

## 韓国版
2008年9月から活動が停滞していた少女時代だが、2009年1月に復帰すると発表され、 ソウル市の各所に広告ポスターが貼られた。2009年1月5日にミニアルバム、デジタルシングルとして発売されると、当日にはサイワールド毎時音楽チャートで首位を獲得し、2日以内に6つの異なる音楽チャートの首位を獲得した。
発売の1週間後にKBSの音楽番組『ミュージックバンク』で首位を獲得。そこから9週連続で1位を獲得し、ジュエリーが2008年に打ち立てた7週連続1位の最長記録を更新した。しかし少女時代の『ミュージックバンク』への出演が中止となった為、所属事務所SMエンタテインメントとKBSとの確執が噂された。
SBSの音楽番組『SBS人気歌謡』でも首位を獲得、Mnetの『M Count down』でも8週連続1位を獲得し、記録を更新した。
販売アナリスト会社ハンによると、発売から10日以内に3万枚以上の売上があったという。SMエンタテインメントの発表によると店頭への出荷は10万枚以上である。

### ミュージックビデオ
SHINeeのミンホ演じる店の従業員が店を閉めた後に、店内に置かれたマネキン（少女時代）が動き出すという内容。このビデオは発表当日に100万以上の再生回数を記録し、YouTube上で3,200万以上のアクセスがあった。またダンスのみのバージョンが店内・白い背景の2種類公開されている。ミュージックビデオ内でメンバーが着用していた白のTシャツにカラフルなスキニージーンズ姿は、アジア全域で人気が広まった。2009年6月にYouTube公式チャンネルに公開されたこのMVは、2013年4月、公開から3年10ヶ月目にして再生回数が1億回を超えた。これは韓国のアイドルグループとしては初の記録である。

### トラックリスト
| #  | タイトル                                                                     | 作詞                                          | 作曲                                                  | 編曲                                          |
| -- | ---------------------------------------------------------------------------- | --------------------------------------------- | ----------------------------------------------------- | --------------------------------------------- |
| 1. | 「Gee」                                                                      | E-TRIBE                                       | E-TRIBE                                               | E-TRIBE                                       |
| 2. | 「힘 내! (Way To Go)」                                                       | Kenzie                                        | 김정배（キム・ジョンべ）                              | Kenzie                                        |
| 3. | 「Dear. Mom」                                                                | 노태륭（ノ・テリュン） 김태성（キム・テソン） | The Lighthouse                                        | 노태륭（ノ・テリュン） 김태성（キム・テソン） |
| 4. | 「Destiny」                                                                  | James Read                                    | 최갑원（チェ・カプウォン） 김영환（キム・ヨンファン） | 안익수（アン・イクス）                        |
| 5. | 「힘들어하는 연인들을 위해 (苦しむ恋人たちのために、Let's Talk About LOVE)」 | 김영후（キム・ヨンフ）                        | 김영후（キム・ヨンフ）                                | 김영후（キム・ヨンフ）                        |

## 日本版
「GENIE」に続く日本での2ndシングルとして、2010年10月20日に発売された。2011年5月18日には韓国ライセンス版も発売された。日本版のミュージックビデオは2010年10月6日に公開。SHINeeのミンホは従業員ではなく客、少女時代のメンバーはマネキンではなく従業員を演じている。
2010年11月1日付のオリコンシングルランキングで初登場2位を記録。海外女性グループとしては、ノーランズの「ダンシング・シスター」以来、史上2組目のトップ3入りとなり、アジアの女性グループとしては史上初の記録を達成した。Japan Hot 100の2010年末チャートでは57位に入った。
Pizzicato Oneの小西康陽は「あれを聴いて、ほんと久しぶりにすっごい悔しかったんですよ。『これは自分の書きたかった曲だ！』って感じで」と絶賛した。 またhotexpressの武川春奈は「楽曲からアートワークまで前作とは一変したキュートさ・乙女らしさを放っている。フェミニンな雰囲気漂うフワリとした柔らかいサウンド、“Gee Gee Gee Gee Gee〜”と頭から離れないキャッチーなメロディ、恋する女の子の心情を明るく綴ったリリックと、いちいち可愛くて、いちいち聴き手をドキドキワクワクさせる。」と述べた。「リッスンジャパン」は「うれし恥ずかし、初恋のキモチをキャピキャピと歌った超乙女チックなナンバーで勝負。名前にふさわしく“少女時代”特有の可憐でスウィートな魅力が満載となっている。」とコメント。特記すべき点として"日本語詞の秀逸ぶり"を挙げ、「ガールズトークをさらに片言に崩したような、ある意味、彼女たちの等身大の歌詞が妙にリアルで、恋する女の子なら共感必至。そして、そのたわいなさそうな言葉の羅列も、アップテンポなメロディに載せ、少女たちの口から少々たどたどしく発せられることで、絶妙にいじらしく、男子の心も狙い撃ち。」と批評。また、サビのキャッチーな朝鮮語は聴覚を刺激するなど、「確信犯ともとれるその抜かりのないアイドルっぷりに脱帽」とした。
2012年11月度発表にて、日本レコード協会は着うたフルでの75万DLを認定。先に達成していたPC配信25万DLと合わせ、フル配信ミリオンを達成した。韓国アーティストとしてはKARA「ミスター」以来2例目。（ただし同協会では、KARAを洋楽、少女時代を邦楽扱いとしている。）
2014年1月、日本レコード協会は音楽配信認定の「着うたフル（R）」と「PC配信（シングル）」の2つのカテゴリを「シングルトラック」に統合した。これにより「Gee」がミリオンに認定された。

### 収録曲
| #  | タイトル                     | 作詞            | 作曲    | 編曲    |
| -- | ---------------------------- | --------------- | ------- | ------- |
| 1. | 「Gee」                      | Kanata Nakamura | E-TRIBE | E-TRIBE |
| 2. | 「Gee (Korean Ver.)」        | E-TRIBE         | E-TRIBE | E-TRIBE |
| 3. | 「Gee (Without Main Vocal)」 |                 | E-TRIBE | E-TRIBE |

DVD
1. Gee (Original ver.)
2. Gee (Dance ver.)

### 特典
豪華初回限定盤
- CD+DVD
- 撮り下ろしフォトブック
- トレーディングカード封入

期間限定盤
- CD+DVD
- 先着購入者に「Gee Frontジャケットver. ステッカー」封入

通常盤
- CD
- 先着購入者に「Gee Backジャケットver. ステッカー」封入

## 各チャートの最高順位
| チャート（2009/2010年）                   | 最高 順位 |
| ----------------------------------------- | --------- |
| 韓国 ミュージックバンク                   | 1         |
| 韓国 SBS人気歌謡                          | 1         |
| 韓国 Mnet毎時音楽チャート                 | 1         |
| 日本 オリコン週間                         | 2         |
| 日本 オリコン月間                         | 7         |
| 日本 オリコン年間                         | 49        |
| 日本 Billboard Hot 100                    | 2         |
| 日本 Billboard Adult Contemporary Airplay | 1         |
| 日本 RIAJ有料音楽配信チャート             | 1         |

## 売上と認定
| チャート                          | 売上と認定          |
| --------------------------------- | ------------------- |
| オリコン フィジカル売上           | 134,303+            |
| 日本レコード協会 フィジカル認定   | ゴールド (100,000+) |
| 日本レコード協会 着うたフル       | トリプル・プラチナ  |
| 日本レコード協会 PC配信           | プラチナ            |
| 日本レコード協会 着うた           | ダブル・プラチナ    |
| 日本レコード協会 シングルトラック | ミリオン            |

## 発売日一覧
| 地域         | リリース日     | 規格                     | レーベル |
| ------------ | -------------- | ------------------------ | --- |
| 韓国         | 2009年1月5日   | CD、デジタルダウンロード | SMエンタテインメント                                                                                         |
| シンガポール | 2011年1月12日  | CD                       | ソニー・ミュージックエンタテインメント(シンガポール)、ロックレコード(シンガポール)                           |
| マレーシア   | 2012年12月24日 | CD                       | タワーレコード(マレーシア)、EMI(マレーシア)                                                                  |
| タイ         | 2013年11月2日  | CD                       | SM True |
| マカオ       | 2014年4月1日   | CD                       | 棋人娯楽 |
| インドネシア | 2015年10月10日 | CD                       | ユニバーサルミュージック                                                                                     |
| 日本         | 2010年8月11日  | 着信音                   | ユニバーサルミュージック                                                                                     |
| 日本         | 2010年9月      | ラジオ                   | ユニバーサルミュージック                                                                                     |
| 日本         | 2010年10月20日 | CD                       | ユニバーサルミュージック                                                                                     |
| フィリピン   | 2010年11月11日 | CD                       | ユニバーサルミュージック                                                                                     |
| シンガポール | 2012年8月10日  | CD                       | ソニー・ミュージックエンタテインメント(シンガポール)、ロックレコード(シンガポール)、ユニバーサルミュージック |
| マレーシア   | 2013年7月17日  | CD                       | タワーレコード(マレーシア)、EMI(マレーシア)、ユニバーサルミュージック                                        |
| タイ         | 2014年6月14日  | CD                       | SM True、ユニバーサルミュージック                                                                            |
| マカオ       | 2015年11月19日 | CD                       | 棋人娯楽 |
| インドネシア | 2016年5月16日  | CD                       | ユニバーサルミュージック                                                                                     |